# Dialogue (genre)
Pour les articles homonymes, voir Dialogue (homonymie).
Le dialogue (également en latin : dialogus), est un genre littéraire présentant des personnages en train de dialoguer, d'échanger par le biais de la parole.

## Histoire
Le dialogue est un genre très ancien, qui remonte à l'Antiquité et aux dialogues philosophiques, de Platon et Socrate (De l'amitié, 44 av. J.-C.) ; ce dernier les utilisant en conjugaison avec la maïeutique. Aux XVIIe et XVIIIe siècles, le dialogue se développe et devient un genre littéraire : particulièrement important au cours du Siècle des Lumières, il s'inspire des conversations dans les cafés, salons et clubs de l'époque, qui, associés à un esprit d'échange et de dialogue en société, permettait la propagation des idées nouvelles sans risque de censure.

## Objectifs

### Dialogue polémique
Le dialogue polémique met en scène des personnages, qui, sur un pied d'égalité, entrent en désaccord sur un point. L'absence de conciliation finale place le lecteur en position d'arbitre qui doit former son opinion à partir d'arguments proposés.

### Dialogue didactique
Le dialogue didactique rapporte les propos de deux personnages au rôle déterminé :
- le premier, le maître (souvent un homme, dans les textes du Siècle des lumières), dispose d'une connaissance qu'il partage ;
- le second, l'élève qui acquiert cet enseignement et pose des questions.

Il présente l'intérêt de transmettre de manière plaisante, par la double énonciation, une leçon au lecteur.

### Dialogue dialectique
Le dialogue dialectique illustre la construction progressive d'une solution commune à un problème, lors d'un processus de décision mis en œuvre par les différents protagonistes. Son objectif est de permettre à des interlocuteurs de combler une ignorance ou de résoudre une difficulté commune. Il met en scène deux interlocuteurs de statut comparable et égal face au problème. L'alternance des questions/réponses et des jugements de valeur jouent un rôle essentiel dans l'intérêt de ce type de dialogue.

## Mise en scène
La mise en scène du dialogue passe par l'illustration de différences entre les protagonistes, qui sont à même d'influencer leur propos :
- rapport social : lien de parenté, milieu, etc. ;
- rapport de caractères : personnalité respective des personnages ;
- rapport de situation : perception mutuelle des personnages ;

Idéalement, les propos de chacun des locuteurs peuvent leur être rattachés sans indication explicite (verbes introducteurs, incises, didascalies).

## Exemples de dialogues
- Le Banquet de Platon.
- Dialogues des morts de Lucien de Samosate (160).
- Les Deux Dialogues du nouveau François, italianizé, et aultrement desguizé d'Henri II Estienne (1578).
- Dialogue sur les deux grands systèmes du monde de Galilée (1624, 1632).
- Dialogue des morts de Bernard Le Bouyer de Fontenelle (1683).
- Entretiens sur la pluralité des mondes de Bernard Le Bouyer de Fontenelle (1686).
- Dialogues des morts de Fénelon (1712).
- Dialogue du chapon et de la poularde de Voltaire : parodie de dialogue didactique (1763).
- Supplément au voyage de Bougainville (1772) ou Entretien d'un philosophe avec la maréchale de *** (1773) de Denis Diderot : dialogue didactique (A questionne, B répond).
- Le Neveu de Rameau de Denis Diderot (1773) : dialogue philosophique et littéraire.
- Essai sur le récit, ou Entretiens sur la manière de raconter de François-Joseph Bérardier de Bataut (1776) : dialogue maïeutique et didactique.
- Dialogue aux enfers entre Machiavel et Montesquieu de Maurice Joly (1864).